# Cappella di San Giuda Taddeo apostolo
La cappella di San Giuda Taddeo apostolo, chiamata anche anticamente prima con il nome di cappella del Purgatorio e successivamente con quello di cappella De Angelis, per il fatto che questa antica famiglia nobiliare angrese, possedette l'immobile ribattezzato anch'esso con il suo nome è un luogo di culto cattolico che si trova al pian terreno dell'attuale palazzo de' Sabatino, ad Angri.

## Storia

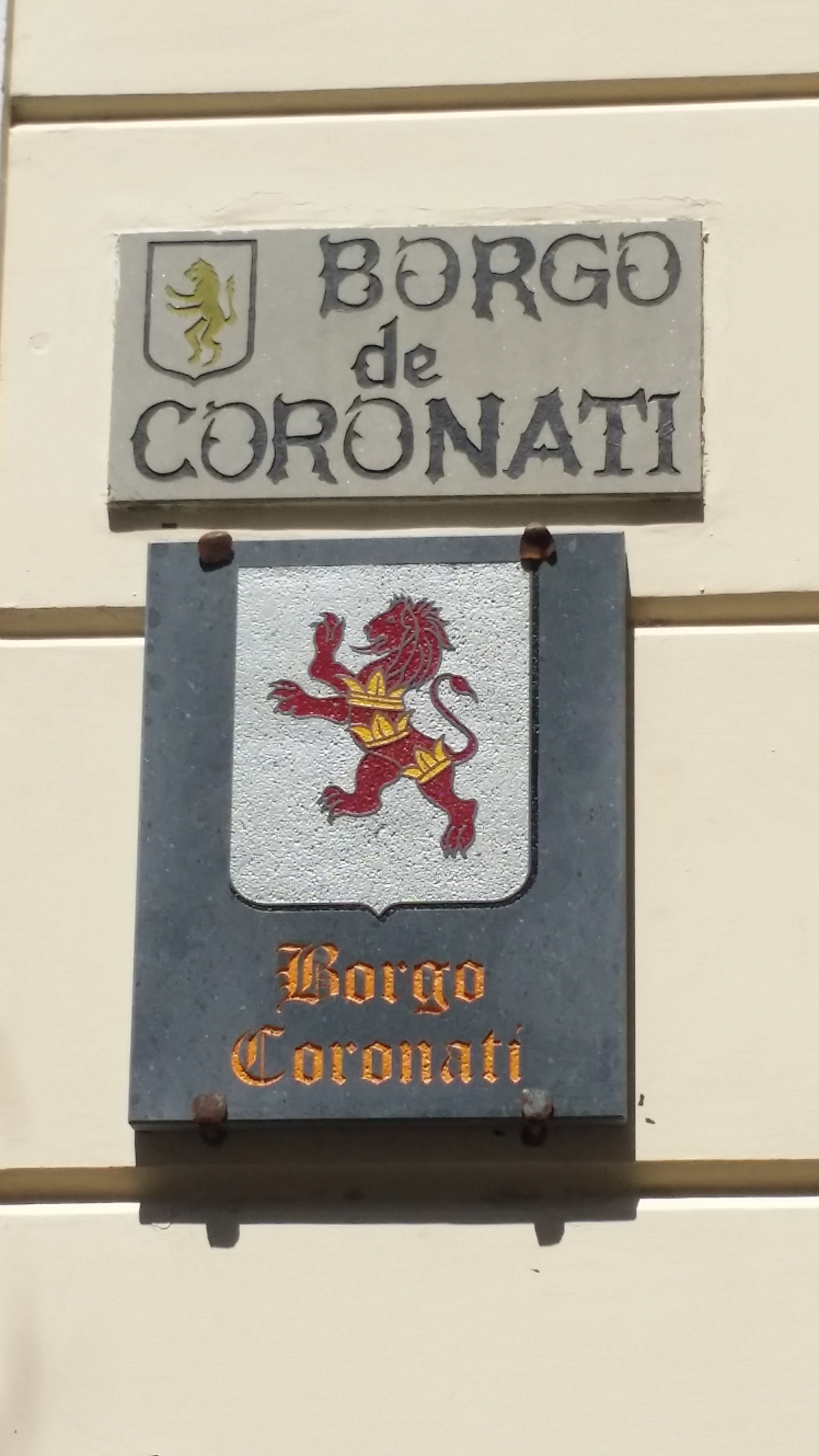
Insegna in pietra raffigurante lo stemma rappresentativo dell'antica arma gentilizia della famiglia di commercianti genovese De' Coronati, in una versione della sua rappresentazione.

Le prime notizie della fondazione della cappella del Purgatorio e del circondario
La famiglia Carrozza era originaria della città di Lettere, di cui nel 1033 si attestano alcuni possedimenti di Annuito, un loro esponente. Intorno al 1200 alcuni componenti di questa famiglia si spostarono nella zona dell'agro nocerino-sarnese, fra le terre di Sant'Egidio del Monte Albino e il feudo di Angri. Un membro dei Carrozza, un tale Berengario, onorò la sua famiglia ottenendo il titolo di barone di Troppa datogli dal re in persona Carlo II d'Angiò, per ricompensarlo di aver svolto importanti servizi resi per suo conto. A Berengario dunque venne consegnato dal re Carlo II non solo il titolo nobiliare ma anche la proprietà su molti beni burgensatici (erano dei beni concessi dal sovrano solo a feudatari) e feudali in generale sulla città di Angri. Figurano anche alcuni beni immobili posseduti in precedenza da un altro milite, un certo Guglielmo Coronato, morto intorno al 1310. Successivamente il ramo della famiglia Carrozza risiedente ad Angri fece costruire un magnifico palazzo nobiliare situato in via De' Coronati, al pian terreno dello stabile e vi aggiunsero anche una piccola cappella gentilizia, denominata Cappella del Purgatorio, anche se non ci è pervenuta la data esatta della sua fondazione.
Un'altra testimonianza riguardante la fondazione della cappella del purgatorio è stata riscontrata dallo storico Michele De' Santi, il quale anche lui ha ritenuto che l'intero edificio con la cappella gentilizia vennero fondati insieme nel XV secolo (ovvero sempre sotto il regno della regina Giovanna II d'Angiò-Durazzo), infatti si notano alcune architetture di quel periodo descritte dallo storico in un suo libro.

Nel XVII secolo, nella zona limitrofa del palazzo nobiliare, esistevano inoltre un fossato e anche delle mura esterne poste a protezione del castello Doria di Angri e della parte centrale della cittadina, abbattute successivamente e scomparse a causa dell'espansione urbana di Angri, ma alcune delle antiche mura cittadine sono state poi inglobate in vecchie case locali, e di queste sono visibili tuttora presso alcune vicoli interni della città. Inoltre, una delle porte che si trovavano vicino alla cappella si chiamava porta di Basso, mente un'altra porta situata sempre lì vicino, aveva invece due nomi, i quali erano porta dell'aquilone (si intende dell'aquila) e porta di tramontana (dal nome del vento di tramontana e anche perché situata in corrispondenza del punto cardinale nord e tra le varie porte, era quella che si trovava più a nord e che chiudeva la cinta muraria di Angri in quel punto). Questa porta è famosa anche perché nei suoi pressi vi era un antico fosso pubblico nel quale venne poi creato un pozzo scavato dai cittadini del rione, per la raccolta delle acque piovane che si accumulavano nella zona circostante. Il toponimo di tale luogo era infatti "fore 'o' fuosso" ("fuori dal fosso" o ''fuori dal fossato''). Tale toponimo è rimasto invariato fino ai giorni nostri.

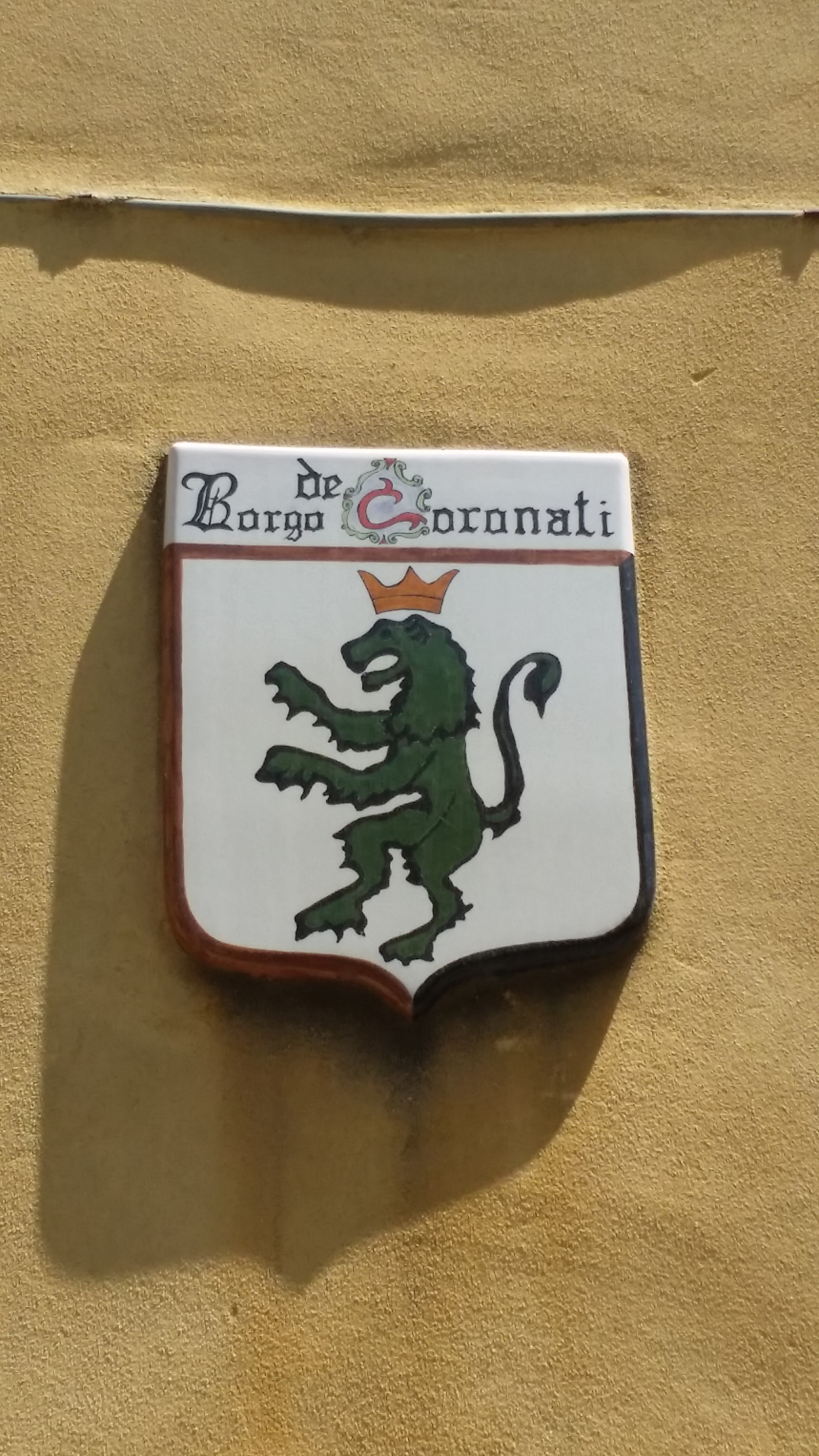
Insegna in pietra raffigurante lo stemma rappresentativo dell'antica arma gentilizia della famiglia di commercianti genovese dei Coronato, divenuti poi nobili cittadini e chiamati successivamente de' Coronati. Questo stemma è stato affisso a una parete di una casa vicino alla cappella di San Giuda Taddeo apostolo. Lo stemma rappresenta uno scudo bianco con un leone verde con in capo una corona stilizzata (rappresentante la corona dei nobili cittadini). La somiglianza con lo stemma della famiglia de' Sabatino è dovuta al fatto che le due famiglie si intrecciarono in rapporti matrimoniali dopo l'arrivo ad Angri della famiglia de' Coronati, i quali adottarono un'arma gentilizia simile a quella della famiglia de' Sabatino.

Durante gli scontri fra Luigi I d'Angiò-Valois e Carlo d'Angiò-Durazzo per il controllo del Regno di Napoli, scoppiarono dei disordini anche ad Angri e un tale Giovanni Archino della famiglia de' Coronati perse la vita combattendo per la causa del re Luigi I d'Angiò contro le truppe di Durazzo, nei pressi del rione omonimo. Da allora i cittadini del rione per ricordare le gesta di questo nobile cavaliere diedero il nome della famiglia De' Coronati sia alla località dov'è ubicata la cappella sia alla strada. Tale nomea infine è rimasta usata dalla gente del luogo per indicare il borgo de' Coronati. Va ricordato che una donna della casata de' Coronato o Coronati, portò in dote, circa nel 1620 il jus patronato (giuspatronato) la cappella de' Angelis.
I successivi proprietari
Sempre nel XVII secolo, l'intero stabile venne acquistato da un'altra nobile famiglia, quella dei de Angelis (dai quali prese il nuovo nome l'intero stabile e la cappella gentilizia passata sotto la loro custodia) e vi risiedettero fino alla prima metà del XIX secolo, come attestato nuovamente anche dallo storico Michele De' Santi.
Il 25 giugno del 1807, il proprietario don Luigi De Angelis, ricevette un Real Decreto scritto dal re di Napoli in persona, Giuseppe Bonaparte (re dal 1806 al 1808), riguardante la cappella di San Giuda Taddeo apostolo di Angri.
Durante la prima metà del XX secolo la cappella e l'intero stabile vennero acquistati nuovamente da un'altra famiglia, quella de' Sabatino (già presente nel rione da più di un secolo e di cui tuttora prende il nome l'intero palazzo rinascimentale), che fecero continuare lo svolgimento delle funzioni religiose all'interno della cappella. Con l'arrivo dei nuovi proprietari sia il palazzo rinascimentale sia la cappella gentilizia cambiarono nuovamente nome, il primo con quello della famiglia de' Sabatino, mentre la seconda col nome dell'apostolo san Giuda Taddeo (chiamato anche Labbeo per distinguerlo da Giuda Iscariota, il traditore di Gesù Cristo), la quale cappella conserva tuttora questo nome.
L'oratorio di Sant'Alfonso Maria Fusco annesso alla cappella di San Giuda Taddeo apostolo
Sant'Alfonso Maria Fusco aveva fondato nel 1865 una piccola scuola, un doposcuola ed un oratorio nella casa dei suoi genitori per aiutare i poveri figli dei contadini che non potevano permettersi di studiare oltre ad altri ragazzi disagiati ma, dopo l'aumento dei suoi alunni, decise di spostare tali attività in un altro luogo. Poco dopo sant'Alfonso chiese e ottenne dai proprietari della cappella di San Giuda Taddeo il permesso di usarla con i locali adiacenti per svolgervi le sue attività di insegnante e di educatore religioso verso i giovani disagiati di Angri. Una volta trasferitosi nella cappella con i suoi ragazzi, creò tra essi una piccola congregazione detta congrega de' Luigini (in onore del san Luigi Gonzaga), celebrando anche tra loro delle messe dopo aver svolto le attività giornaliere di insegnante, poiché ci teneva a portarli sulla retta via. Successivamente, fece porre nella cappella una statua fatta commissionare da lui, dell'angelo custode e del Bambino Gesù. A causa dei continui schiamazzi provocati dagli irrequieti ragazzi nella piazzetta antistante (già esistente all'epoca), il proprietario della cappella e del palazzo De Angelis comunicò all'abate della collegiata di San Giovanni Battista, un tale don Tortora, di far chiudere di li a poco l'oratorio di don Alfonso Maria Fusco.
La perdita della sede parrocchiale, la sua chiusura della cappella e i suoi successivi restauri
Nel 1887 la sede parrocchiale della cappella venne trasferita a quella della collegiata di San Giovanni Battista di Angri ed essa contava in totale 7707 fedeli.
Nel 1921 la cappella venne visitata dal monsignor Giuseppe Romeo (all'epoca vescovo della diocesi di Nocera dei Pagani, dal 12 luglio del 1913 fino alla sua morte avvenuta nel 1935), in occasione della visita pastorale della città di Angri. Egli descrisse l'intera composizione all'interno di alcuni atti ecclesiastici.
I figli Rita, Luigi e Antonia del compianto barone Gaetano De Angelis donarono la cappella alla signora Concetta Sabatino in data 8 novembre 1946. La cappella venne chiusa al pubblico e alle celebrazioni eucaristiche per molti anni, ma nonostante ciò i proprietari decisero di fare i vari festeggiamenti nella ricorrenza dell'angelo custode, di cui la struttura ne è provvista di una statua al suo interno.
Nel 1990 sono stati eseguiti nella cappella dei lavori di restauro, a cura di Gennaro Duro, figlio di Guglielmina Sabatino e discendente diretto degli antichi proprietari del palazzo.
Il 28 ottobre 1991 giorno della ricorrenza del nome di san Giuda Taddeo apostolo, la cappella venne riaperta al culto, dopo i lavori di restaurazione fatti eseguire dal proprietario.
La cappella di San Giuda Taddeo apostolo è stata parzialmente ristrutturata solo lungo alcune sue pareti interne negli ultimi vent'anni a causa dell'umidità, ma un nuovo intervento di ristrutturazione è stato effettuato alcune settimane prima del giorno della ricorrenza del santo, ovvero il 28 ottobre del 2018, pitturando anche questa volta solo alcune pareti interne della cappella.
Nel settembre del 2019 è stato effettuata un piccolo intervento di pittura su alcune pareti interne della cappella. Successivamente a quest'intervento, è stato posto sotto la foto di sant'Alfonso Maria Fusco, un quadretto con l'immagine disegnata a matita di don Enrico Smaldone (un altro sacerdote angrese vissuto nella prima metà del XX secolo ad Angri, il quale si è battuto per tutta la sua vita nell'aiuto dei più giovani del suo paese e per i quali fondò il primo gruppo scout della città e successivamente la Città dei Ragazzi di Angri, una struttura di ospitalità per i giovani bisognosi di Angri e delle città vicine).
Da inizio 2020 fino all'inizio del 2022 è stata oggetto di un secondo restauro avvenuto al suo interno, questa volta è stato riparato il tetto in legno che si trova appena si entra all'interno della stessa, poiché ritenuto pericolante, inoltre sono stati riparati anche i locali superiori della stessa e il locale adiacente alla cappella. È stata posta in tale occasione una lapide marmorea ricordante l'ultima cessione della cappella ai nuovi titolari.
Furti in cappella
Il 23 dicembre del 2014 venne rubata una statuetta ventennale della Madonna da ignoti.
Il 28 ottobre del 2015 alcune opere della cappella subirono dei furti e altre dei danneggiamenti da parte di alcuni malviventi rimasti sconosciuti. In quella giornata vennero rotte alcune statue degli angioletti, perché questi malviventi volevano rubare la statuetta del Bambino Gesù. Venne anche trafugato dagli stessi l'antico medaglione che indossava al collo la statua lignea di San Giuda Taddeo apostolo e la statuetta in pietra della Madonna di Međugorje, successivamente sostituiti entrambi con due nuove riproduzioni.
La nuova interruzione delle funzioni liturgiche e la nuova funzione di ascolto sociale
Con l'apertura di un centro Caritas ad Angri nell'aprile del 2013 sono stati organizzati degli incontri di ascolto verso i più bisognosi anche nella piccola cappella di San Giuda Taddeo, una volta alla settimana poiché la sede parrocchiale dipende interamente da quella della collegiata di San Giovanni Battista di Angri.
Dopo la morte del parroco e ultimo abate della collegiata di San Giovanni Battista di Angri don Alfonso Raiola avvenuta il 25 aprile del 2014 si sono interrotte anche le celebrazioni liturgiche che avvenivano all'interno della cappella e finora non sono state più riprese.
La fondazione dell'associazione dei cavalieri di san Giuda Taddeo apostolo ed il Palio Storico della città di Angri
Durante i lavori di restaurazione della cappella di san Giuda Taddeo del 1990, fatti eseguire da Gennaro Duro, vennero ritrovate al suo interno degli antichi libri appartenuti alla famiglia dei Sabatino e a dei sacerdoti che l'amministrarono nelle epoche passate, oltre a documenti cartacei di vario genere. Gennaro dopo aver letto alcuni dei documenti appena ritrovati nella cappella, decide di creare un evento medievale sul palio storico della città di Angri, oltre a riproporre il culto di san Giuda Taddeo alla cittadinanza di Angri.
Da li a qualche giorno, durante una notte sognò san Giuda Taddeo che gli mostra con una sua mano, un cingolo rosso pendente che ha appeso al suo collo, alla punta una croce verde a quattro punte di lancia. L'indomani, decide di non rivelare ancora niente a nessuno dello straordinario sogno fatto la sera prima ma, una sera nella quale si recò in visita della città di Cava De' Tirreni con sua moglie, visitarono insieme una mostra fotografica, nella quale vide un cavaliere, il quale assomigliava incredibilmente a san Giuda Taddeo sognato qualche giorno prima. Gennaro decise allora di rivelare il suo sogno straordinario alla moglie quella sera stessa.
In un giorno di ottobre del 1991, Gennaro si trovò a una battuta di caccia sui monti Lattari di Angri, lì incontrò alcuni cavalieri con i loro cavalli mentre passeggiavano e tra di loro riconobbe anche un certo Alfonso D'Ambrosio (fratello di un suo amico). Dopo aver scambiato alcune parole con lui, gli domandò ''dove avessero preso quei cavalli i suoi amici'' e dopo aver avuto risposta da Alfonso, conobbe anche il gruppo di Alfonso. Gennaro nei giorni successivi, si incontrò più volte con loro sui monti Lattari, dove imparò da loro anche a cavalcare. Gennaro in quegli incontri parlò loro dell'idea di creare una compagnia dei cavalieri ad Angri intitolata a san Giuda Taddeo, il santo protettore della sua famiglia.

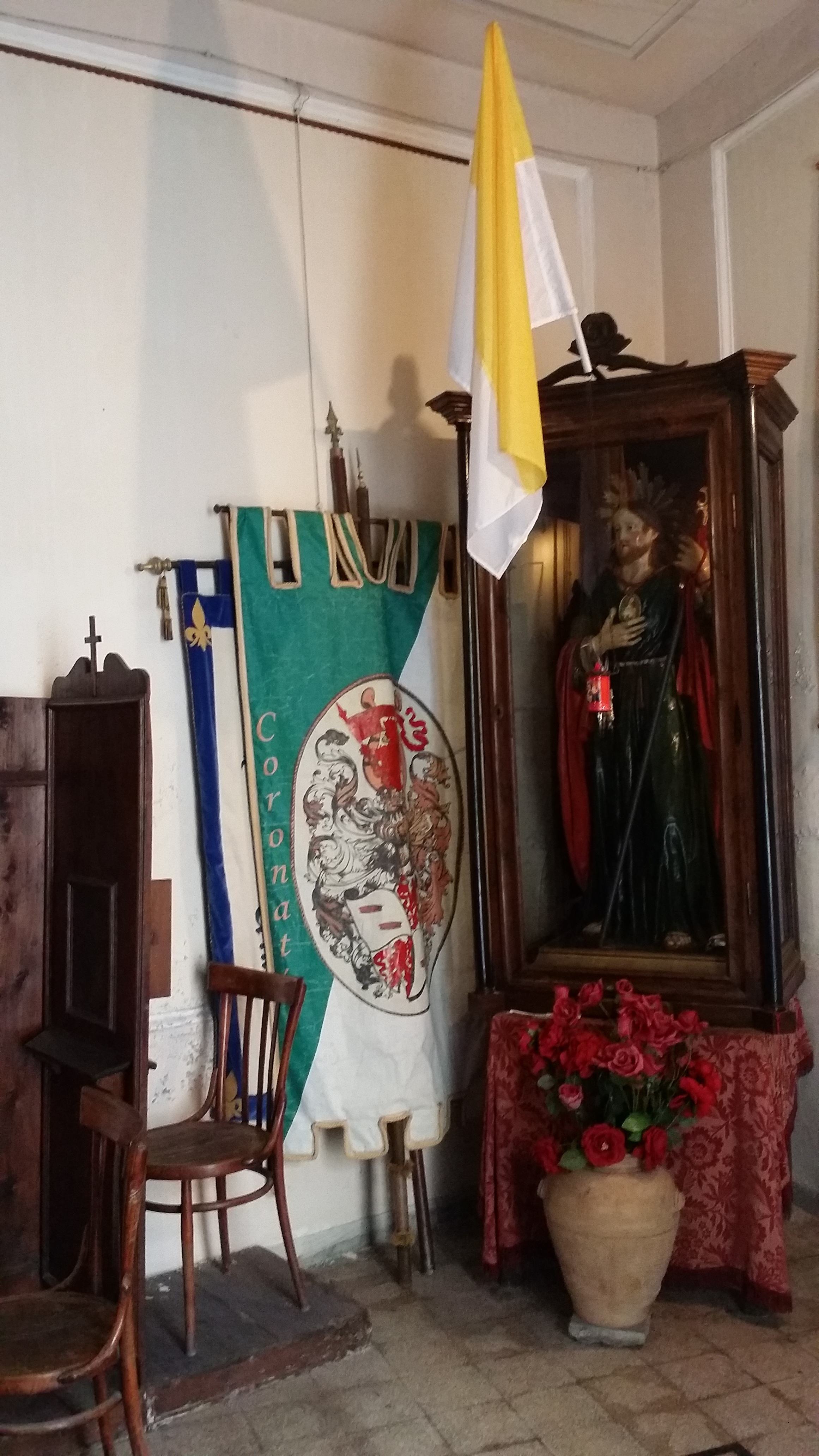
Teca di vetro contenente la statua lignea di san Giuda Taddeo apostolo situata nella cappella omonima.

La compagnia dei cavalieri di san Giuda Taddeo, si costituì nella cappella omonima di Angri con i primi commensali, i quali vi erano: Gennaro Duro, Alfonso D'Ambrosio, Salvatore Marra, Francesco Gargano, Antonio Grimaldi e Pasquale Matrone. Sottoscrissero uno statuto associativo (poiché la compagnia dei cavalieri nacque come associazione culturale), il quale venne depositato presso la sede del comune di Angri nel 1994 e contemporaneamente anche nella sede regionale dell'Associazione Italiana Cultura e Sport.
Il 28 ottobre del 2003 (giorno della festività di san Giuda Taddeo apostolo), si è tenuta una solenne cerimonia all'interno della cappella officiata dal parroco della collegiata di San Giovanni Battista, don Alfonso Raiola, e presieduta dai cavalieri di san Giuda Taddeo e da alcuni membri dell'accademia angioina, dove al suo termine, Gennaro Duro venne nominato cavaliere di giustizia e ottenne anche il più alto grado da alcuni esponenti dell'accademia.

Il palio storico della città di Angri è stato riproposto da un'idea di Gennaro Maria Antonio Duro e con la collaborazione dei suoi commilitoni per ricordare l'assedio del feudo di Angri da parte di Andrea Forte Braccio da Montone, avvenuto nel pomeriggio del 24 settembre del 1421 poiché, la città di Angri si stava ribellando insieme ad altre città del Regno di Napoli alla dinastia aragonese, per favorire quella Angioina.

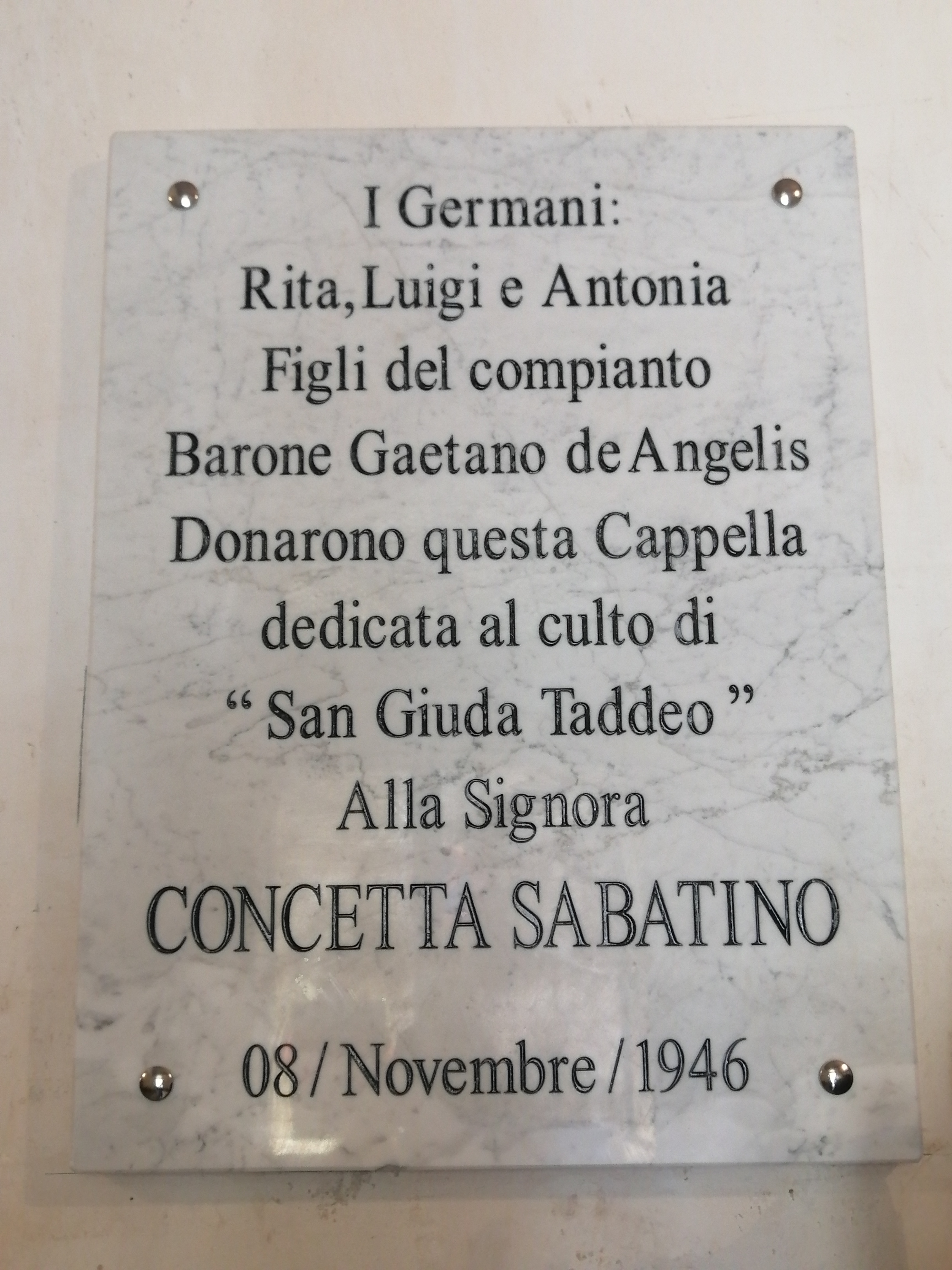
Lapide indicante la cessione della cappella di San Giuda Taddeo apostolo da parte dei figli del barone Gaetano De Angelis a Concetta Sabatino e presente nella stessa in data 8 novembre 1946.

I cavalieri di san Giuda Taddeo organizzano il palio storico della città di Angri fin dal 1992, a due anni dalla fondazione dell'associazione. Prima dell'organizzazione del palio storico di Angri però, sono stati formati e addestrati dei capitani, facenti parte dei cavalieri di san Giuda Taddeo. A ogni capitano inoltre è stato affidato un borgo ricostituito successivamente nelle varie zone antiche di Angri, infatti in tal proposito, vi sono nelle zone del centro storico di Angri delle lapidi in pietra indicanti gli antichi borghi cittadini. I borghi attualmente sono sei, gestiti a loro volta da sei cavalieri che si presentano e guidano le comparse durante il palio storico di Angri. Il numero delle comparse durante l'intero svolgimento del palio storico è di numero non superiore a 85. I vari capitani dei borghi e dei cavalieri organizzano il palio storico della città di Angri nel giorno 29 di agosto (giorno della decollazione di san Giovanni Battista), ma esso può variare anche a causa di eventi imprevisti. In tale giorno inoltre, l'abate della collegiata di San Giovanni Battista di Angri benedice i capitani dei vari casali di Angri. Nei successivi giorni del palio, agli inizi del mese di settembre, si inizia il vero e proprio palio storico della città di Angri, nel quale si divide in altri successivi quattro giorni. Nel 1º giorno si elegge la regina dei borghi, nel 2° si riproduce l'assalto al castello di Angri, nel 3º giorno invece, c'è la disfida degli arcieri dei vari borghi e nel 4° infine, si conclude con i tornei cavallereschi nel quale ogni cavaliere a cavallo impersona uno dei sei borghi.
Festività di san Giuda Taddeo
Dal 1990, ogni 28 ottobre dell'anno si celebra la festività del santo, con una processione nella quale la sua statua viene trasportata fino alla collegiata di San Giovanni Battista dai membri dell'associazione di san Giuda Taddeo apostolo e da alcune comparse, dove viene benedetta dopo la celebrazione della messa e riportata nella sua sede.
Festività del santo Natale
Dal 1990, ogni 25 dicembre dell'anno e dopo la consueta messa di mezzanotte che si tiene nella collegiata di san Giovanni Battista, l'associazione di san Giuda Taddeo fa benedire una statuetta del Bambino Gesù e successivamente, viene trasportata all'interno della cappella omologa, dove un mese prima viene allestito un presepe con i personaggi su scala grande.
Altri eventi
In tempi recenti è stata aggiunta una tabella dall'amministrazione del Comune di Angri indicante la storia della cappella, essa è visibile alla destra dell'ingresso e due supporti metallici per le piccole bandiere che vengono aggiunte solo durante le festività del borgo De Coronati e della ricorrenza della nascita di san Giuda Taddeo apostolo. Le bandiere che vengono piazzate durante le festività rispecchiano i colori del borgo De Coronati, ovvero il verde chiaro e il bianco aggiunti orizzontalmente, rispettivamente con il primo colore in alto e il secondo in basso.
Nel 2004 è stata creata una fontana in piazza Sorrento, situata poco distante dalla cappella di San Giuda, sulla quale vi è un grosso mosaico ornamentale di alcuni cavalieri che combattono fra loro e che rappresentano gli antichi casati di Angri. Vi è anche un'epigrafe marmorea, posta in corrispondenza di una testa di leone sgorgante l'acqua, nella quale vi sono menzionati due assedi subiti dalla città di Angri, il primo avvenuto da parte del mercenario Braccio da Montone nel 1421 e il secondo invece da parte di Alfonso V d'Aragona nel 1438. In quest'epigrafe vi è menzionato anche la storia del borgo e delle gesta del cavaliere Giovanni Archino de' Coronati che morì nei pressi del borgo omonimo.

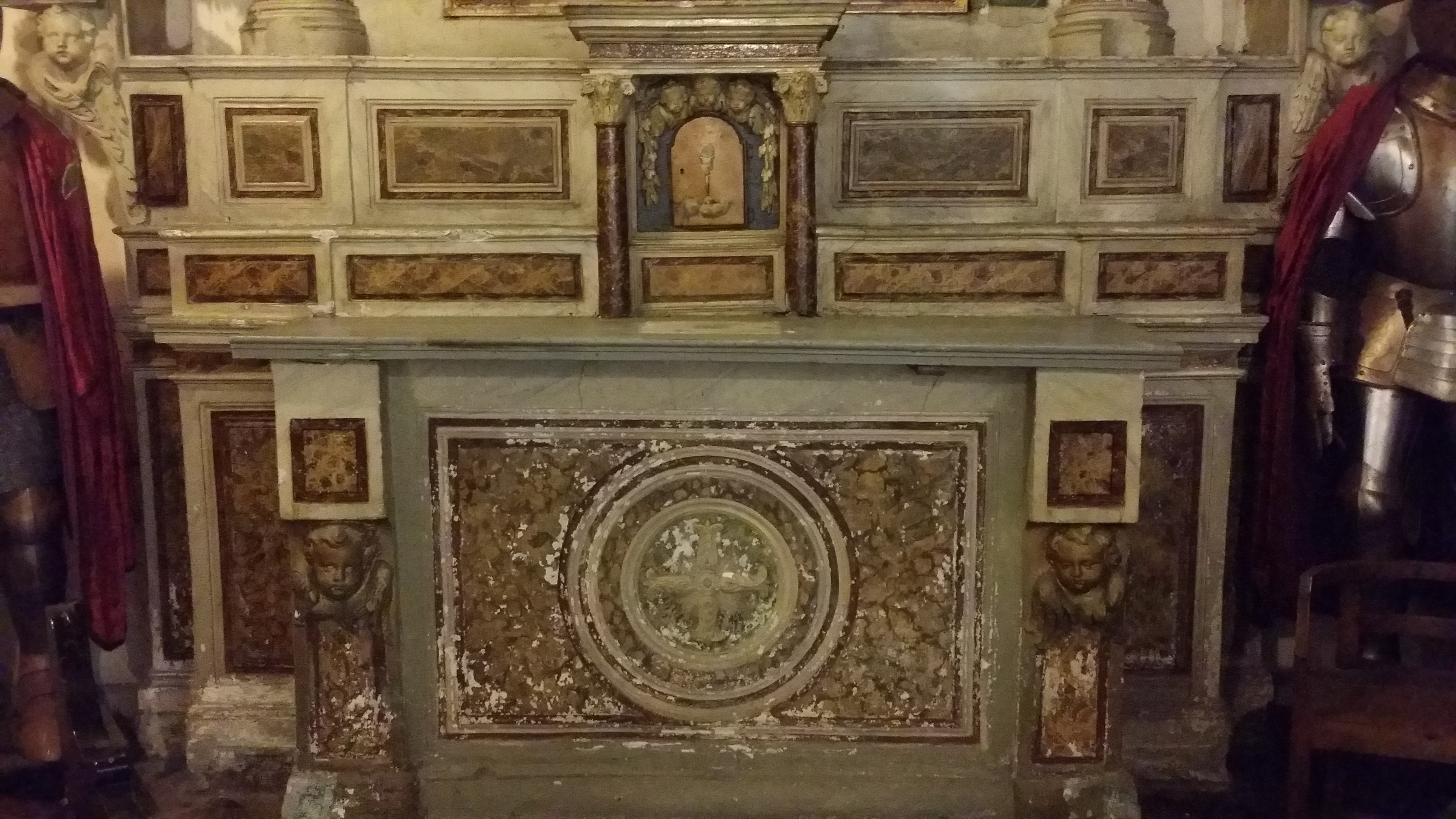
Tabernacolo dipinto a stucco e a marmo policromo con porticina in metallo decorata e altare maggiore dipinto come il tabernacolo.

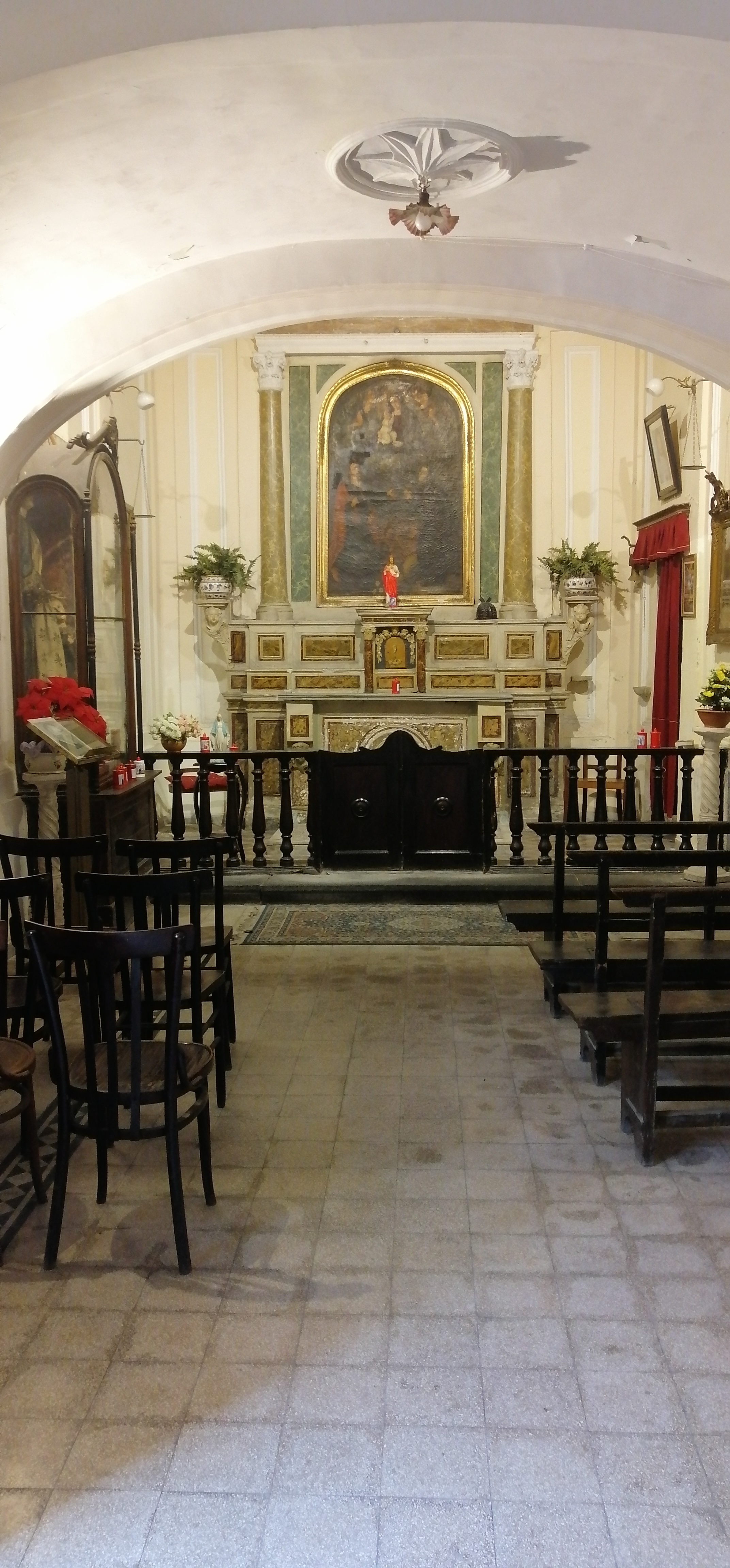
Interno di una parte della cappella di san Giuda Taddeo apostolo. In fondo, si nota una pala d'altare raffigurante la santissima Vergine Maria del Carmine posta tra san Giuda Taddeo e san Gaetano Thiene con al disotto le anime purganti, fatta commissionare al pittore Carlo Rosa.

## Descrizione
Composizione interna ed esterna della cappella

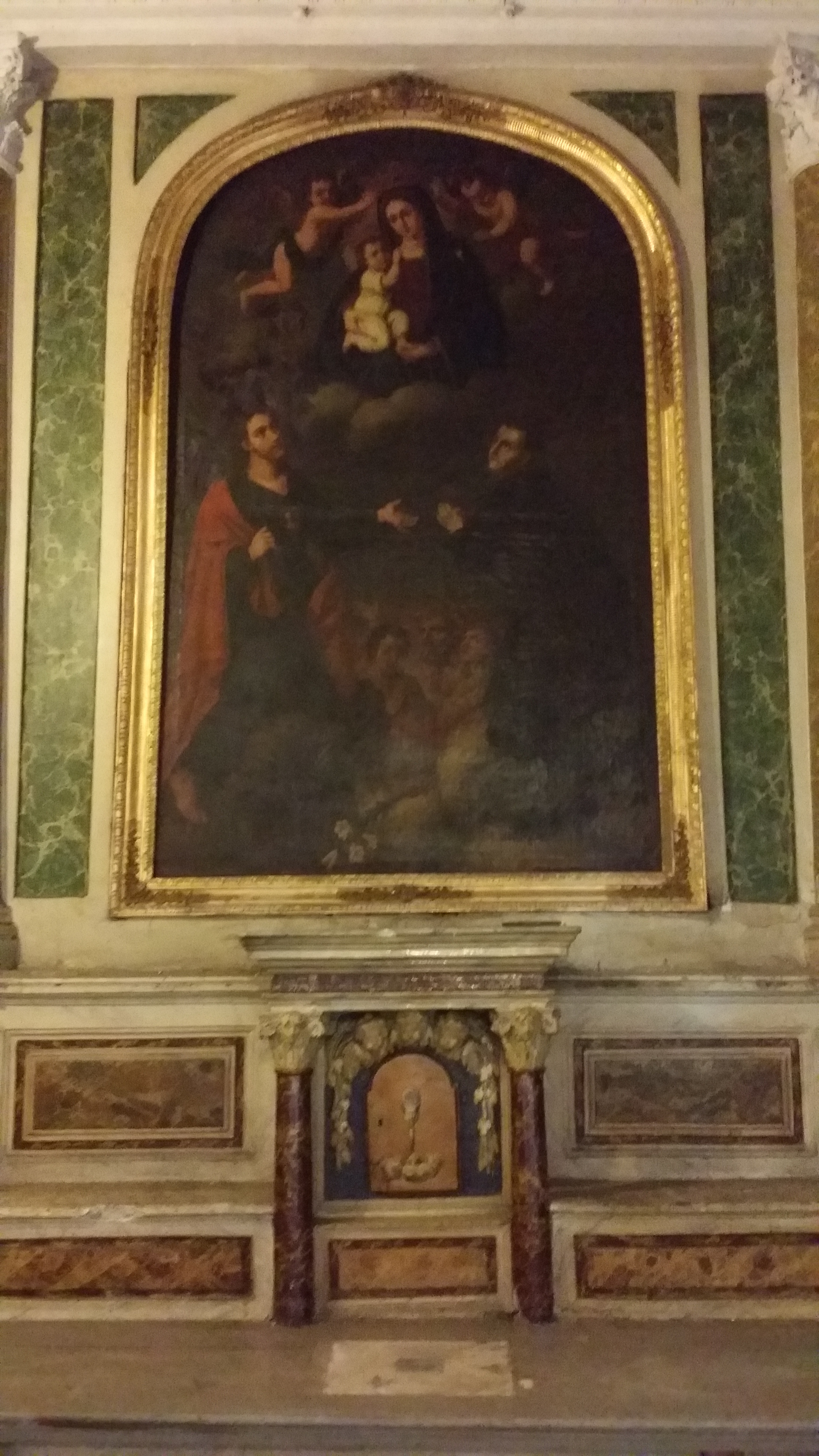
Pala d'altare del XVII secolo dipinta da Carlo Rosa, raffigurante la Santissima Vergine Maria del Carmine con in braccio Gesù Bambino e posta tra san Giuda Taddeo apostolo e san Gaetano Thiene con al disotto le anime purganti.

La cappella si trova all'interno dell'attuale palazzo De Angelis e per tale motivo non ha una facciata propria. Essa è attigua ad altri magazzini limitrofi dello stesso stabile, non comunicanti al loro interno tra loro. Vicino all'ingresso della cappella, alla sua destra è presente una tabella informativa indicante sommariamente la storia della stessa e due supporti metallici per le piccole bandiere, che vengono aggiunte solo durante le festività locali del borgo De Coronati e della ricorrenza della nascita di san Giuda Taddeo apostolo. 
Inoltre, all'ingresso della cappella, sopra al portone d'ingresso, vi è una finestra in alto con una croce latina in marmo di forma pomettata e insieme con questa finestra, ce n'è un'altra posta sempre in alto ma a quattro metri alla sua destra. Sempre al suo ingresso, frontalmente, vi è una lapide marmorea indicante una cessione della chiesetta alla signora Concetta Sabatino. L'interno si compone di un unico ambiente e presenta il presbiterio diviso dal resto della stanza dalla balaustrata in legno, le cui porticine sono realizzate sempre in legno e possono chiudersi, e lì non c'è alcun banco per i ministranti.
Essendo piccola, c'è solo un'unica cassetta per le elemosine dei fedeli. Il pavimento della cappella è fatto in quadrelli di argilla, mentre quello del presbiterio in quadroni di cemento. Non esiste un pulpito al suo interno, perché il soffio è di basse dimensioni e né ci sono i quadretti raffiguranti la Via Crucis appesi sulle pareti. In passato inoltre, vi era anche un piccolo organo sul coretto, fatto costruire dal canonico don Gaetano de Angelis, oggi non più presente al suo interno. La cappella presenta un unico altare maggiore dipinto a marmo policromo e in stucco, lo stesso per il piccolo tabernacolo che ha pure la sua piccola porticina in metallo decorata. Lì, vi è anche una pala d'altare sulla quale è stata posta una piccola riproduzione dell'insegna marmorea dello stemma dei cavalieri di san Giuda Taddeo apostolo, e c'è anche un soppalco che si trova sopra l'abside, utilizzato nei tempi antichi e ancora oggi come magazzino. Vicino alla prima porta che dà alla sagrestia vi è una riproduzione di un famoso dipinto di sant'Alfonso Maria Fusco, mentre vicino alla porta vi sono altri due quadri, uno in bianco e nero raffigurante la Madonna di Pompei e un altro di san Michele arcangelo che sconfigge il diavolo. Sopra la seconda porta che dà alla sagrestia invece è presente un quadro di Gesù.

Sulla parete opposta invece vi è un quadretto in bianco e nero con una foto circolare di sant'Alfonso Maria Fusco, al disotto del quadretto di Sant'Alfonso Maria Fusco, vi è un altro quadretto con un disegno fatto a mano di Don Enrico Smaldone (un altro sacerdote angrese vissuto sempre ad Angri nella prima metà del XX secolo, il quale si impegnò nel corso della sua vita nell'aiutare i giovani del suo paese e alla fondazione della Città dei Ragazzi), alla sua sinistra vi sono poi un quadretto della Madonna col Bambino Gesù fra le sue braccia e un altro quadro con san Giuseppe, rappresentato anche lui con il Bambino Gesù fra le sue braccia. Vi sono delle altre stanze comunicanti con quella della parte cerimoniale, come quella della sagrestia dove vi è un antico armadio (esistente ancora oggi), nel quale si conservano diversi quadretti e piccoli oggetti religiosi antichi. Inoltre, la sagrestia venne utilizzata nei tempi passati e al giorno d'oggi anche come deposito di merci, di viveri e di libri, queste ultime funzioni soprattutto poiché al suo interno non si celebrano più le messe. Nella cappella vi sono anche delle aperture per l'aria che sbucano da alcune parti sottostanti del pavimento della stanza nella quale, nonostante i vari sopralluoghi, effettuati durante i vari restauri (e anche dopo i lavori di restaurazione fatti eseguire dall'attuale proprietario Gennaro Duro nel 1990), non si è potuto attestare l'esistenza di un piccolo cimitero sotterraneo come si pensava che vi fosse da molto tempo.

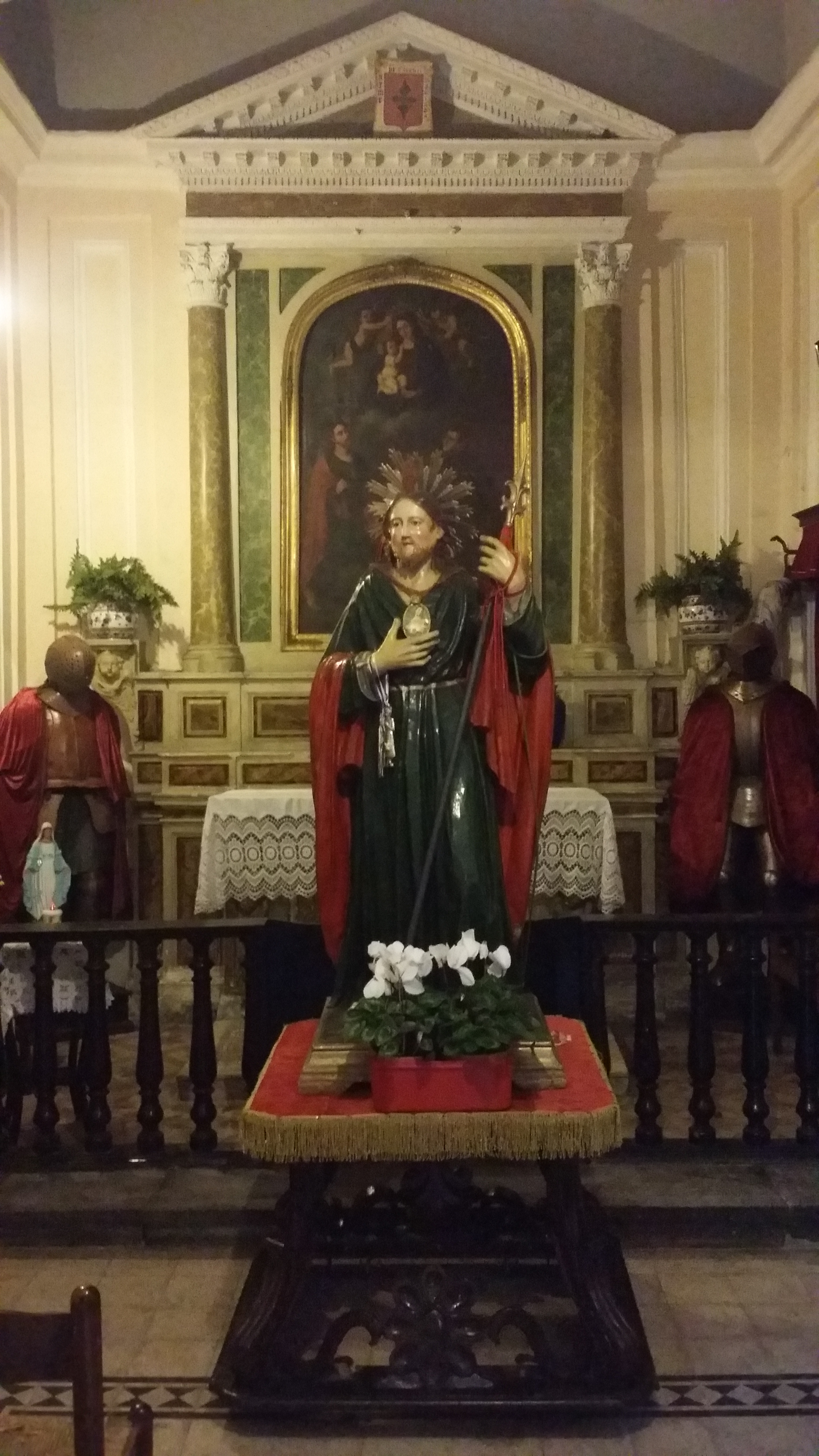
Statua lignea di San Giuda Taddeo apostolo esposta vicino all'altare maggiore della chiesa omologa durante il periodo della sua ricorrenza.

Opere artistiche conservate al suo interno
All'interno della cappella sono conservate come opere artistiche: una pala d'altare raffigurante la santissima Vergine Maria del Carmine posta tra san Giuda Taddeo e san Gaetano Thiene con al disotto le anime purganti, fatta commissionare dal pittore italiano Carlo Rosa e posta dietro l'altare maggiore, una statua in legno raffigurante san Giuda Taddeo (oggi custodita in una teca di vetro protettiva), con suo medaglione raffigurante Gesù (tuttavia non è il medaglione originale perché l'originale venne trafugato il 28 ottobre del 2015 da alcuni malviventi sconosciuti) datata '700 e fatta assemblare con la tecnica dell'incastro. Infine c'è un'altra statua datata 1865, dell'angelo custode e del Bambino Gesù fatta commissionare da sant'Alfonso Maria Fusco, in gesso colorato, durante il breve periodo nel quale creò un piccolo doposcuola e oratorio all'interno dei locali annessi al palazzo De Angelis. Anche quest'altra statua è inserita in una teca di vetro protettiva ed è stata fatta restaurare nelle sue parti rotte dopo il furto del 28 ottobre del 2015. Entrambe queste statue sono state benedette dal canonico Gaetano De Angelis.
C'erano delle statuette di angioletti di colore bianco presenti nella cappella di San Giuda Taddeo prima del furto, ma non sono state più esposte al suo interno perché alcune di esse sono state gravemente danneggiate e sono irrecuperabili. Vi sono però due riproduzioni di armature medievali, delle alabarde finte (fatte aggiungere dopo le restaurazioni del 1990 da Gennaro Duro e utilizzate durante il palio storico annuale), oltre ai gonfaloni dei vari borghi medievali della città di Angri (utilizzati anch'essi durante la ricorrenza del palio storico della città di Angri) e degli scudi ornamentali fissati lungo le pareti della cappella, rappresentanti le famiglie di alcuni dei componenti più onorevoli dell'associazione dei cavalieri di san Giuda Taddeo apostolo di Angri.
Negli ultimi tempi sono state aggiunte anche una statuetta della Madonna vicino all'altare maggiore e una della rappresentazione classica di san Giovanni Battista sopra il tabernacolo con in mano una fiamma con scritto il motto ecce agnus dei (ecco l'agnello di Dio), pur non essendo opere artistiche antiche rappresentano comunque oggetto di venerazione da parte dei fedeli che vi si recano per pregare al suo interno.

### Pubblicazioni
- Comune di Angri e Commissione tecnica (anni 2015-2016), Regolamento-Disciplinare per le parate medievali e le rievocazioni storiche, degli eventi del 1421–25 e del 1428–36, denominate Palio Storico Città di Angri, Angri 2016, Angri (SA), Comune di Angri, 17 dicembre 2015.

### Fonti storiche
- Don Vincenzo Pastore, Via S. Giovanni-Coronati, in Angri-Dalla preistoria ai nostri giorni-volume secondo, vol. 2, Cava De' Tirreni (SA), Arti Grafiche Palumbo & Esposito, febbraio 1981,  p. 664. URL consultato il 29 giugno 2025.
- Giancarlo Forino, Elio Alfano, Maurizio Annibali, Cristoforo Bove, Carlo Ciotti, Rosalba De Feo, Giovanna Falcone, Pasquale Ferraioli, Silvana Gallo, Gerardo Iovino, Letizia Lanzetta, Gaetano Marra, Giuliano Meloni, Pasquale Pannone, Gianni Rossi, Mario Vassalluzzo, Michele Zotti e Membri del comitato dei festeggiamenti in onore di San Giovanni Battista, Angri e il suo Patrono San Giovanni Battista, 1997.
- AA. VV., La Cappella di S. Giuda Taddeo Apostolo, Angri, Accademia Angioina, 2004. URL consultato il 29 giugno 2025.
- Gaetano Marra, La via delle botteghe, in Terra d'Angri, tradizione, leggenda e storia, Prefazione di Luigi Montella, Sarno (SA), Cooperativa Centro Iniziative Culturali, aprile 2004,  p. 60.
- Don Roberto Farruggio, Sulle Orme dello Spirito… nel bimillenaria cammino della Chiesa Priscana, Editrice Gaia, gennaio 2007, ISBN 8889821124.
- AA. VV., Parte Prima, in Comune di Angri (a cura di), Le strade di Angri, la toponomastica, i personaggi, le storie, Prefazione del dott. sindaco Giampaolo Mazzola, Angri (SA), EDIZIONE COMUNE ANGRI 2008,  p. 91. URL consultato il 27 giugno 2025.
- Antonio Ricciardi, Da Angri al mondo il sorriso di Dio: Alfonso Maria Fusco (1839-1910), a cura di Lina Pantano, 2ª edizione, Cosenza (CS), Progetto 2000, 2016, ISBN 9788882764821. URL consultato il 7 novembre 2024.

### Fonti archivistiche
- Michele De' Santi, Memorie delle famiglie nocerine, vol. 2, Stab. tip. Lanciano & d'Ordia, 1893,  p. 131.